# Chrysozephyrus atabyrius
Chrysozephyrus atabyrius är en fjärilsart som beskrevs av Charles Oberthür 1913. Chrysozephyrus atabyrius ingår i släktet Chrysozephyrus och familjen juvelvingar. Inga underarter finns listade i Catalogue of Life.